# Ierland op de Olympische Winterspelen 2014
Ierland was een van de landen die deelnam aan de Olympische Winterspelen 2014 in Sotsji, Rusland. Vijf deelnemers (vier mannen en een vrouw) vertegenwoordigden hun vaderland op deze editie van de Winterspelen. 

## Deelnemers en resultaten
(m) = mannen, (v) = vrouwen 

### Alpineskiën
| Olympiër      | Onderdeel        | Resultaat | Prestatie                                                            |
| ------------- | ---------------- | --------- | -------------------------------------------------------------------- |
| Conor Lyne    | reuzenslalom (m) | DNF       | 1e run: niet gefinisht                                               |
| Conor Lyne    | slalom (m)       | 40e       | Totaal: 2.13,29 (+31,45) 1e run: 1.03,58 (74e) 2e run: 1.09,71 (39e) |
|               |                  |           |                                                                      |
| Florence Bell | reuzenslalom (v) | DNF       | 1e run: niet gefinisht                                               |
| Florence Bell | slalom (v)       | DNF       | 1e run: 1.07,84 (55e) 2e run: niet gefinisht                         |

### Langlaufen
| Olympiër     | Onderdeel          | Resultaat | Prestatie          |
| ------------ | ------------------ | --------- | ------------------ |
| Jan Rossiter | 15 km klassiek (m) | 82e       | 48.44,6 (+10.14,9) |

### Skeleton
| Olympiër       | Onderdeel | Resultaat | Prestatie                             |
| -------------- | --------- | --------- | ------------------------------------- |
| Sean Greenwood | Mannen    | 27e       | 3.01,32 (57,99 / 1.05,11 / 58,22 / -) |

### Snowboarden
| Olympiër        | Onderdeel      | Resultaat | Prestatie                                                                        |
| --------------- | -------------- | --------- | -------------------------------------------------------------------------------- |
| Seamus O'Connor | halfpipe (m)   | 15e       | kwalificatie heat 1: 66.25 / 71.50 (8e) halve finale heat 2: 54.00 / 43.00 (9e)  |
| Seamus O'Connor | slopestyle (m) | 17e       | kwalificatie heat 2: 33.50 / 40.00 (13e) halve finale heat 2: 60.75 / 70.25 (9e) |